# Lustigkulla, Västerås
Lustigkulla är en  stadsdel i det administrativa bostadsområdet Djäkneberget-Stallhagen i Västerås. Området är ett bostadsområde som ligger väster om Vallbyleden och norr om Djäkneberget.
Området avgränsas av Skerikesbron, Svartån, Skarpskyttebron, Djäknebergets norra ände, och omfattar byggnader runt Lustigkullagatan.
Området gränsar i norr till Trumslagarbacken, i öster till Norrmalm och i väster till Djäkneberget och Jakobsberg.